# Tschechische Badmintonmeisterschaft 2010
Die Tschechische Badmintonmeisterschaft 2010 fand vom 29. bis zum 31. Januar 2010 in Prag-Radotín statt.

## Medaillengewinner
| Disziplin    | Gold                            | Silber                       | Bronze                              |
| ------------ | ------------------------------- | ---------------------------- | ----------------------------------- |
| Herreneinzel | Petr Koukal                     | Tomáš Kopřiva                | Jakub Bitman                        |
| Herreneinzel | Petr Koukal                     | Tomáš Kopřiva                | Pavel Florián                       |
| Dameneinzel  | Kristína Ludíková               | Eva Titěrová                 | Lucie Havlová                       |
| Dameneinzel  | Kristína Ludíková               | Eva Titěrová                 | Zuzana Pavelková                    |
| Herrendoppel | Jakub Bitman Pavel Drančák      | Ondřej Kopřiva Tomáš Kopřiva | Martin Herout René Neděla           |
| Herrendoppel | Jakub Bitman Pavel Drančák      | Ondřej Kopřiva Tomáš Kopřiva | Josef Rubáš Jaroslav Sobota         |
| Damendoppel  | Hana Kollarová Martina Benešová | Hana Milisová Eva Titěrová   | Kristína Ludíková Kateřina Tomalová |
| Damendoppel  | Hana Kollarová Martina Benešová | Hana Milisová Eva Titěrová   | Alžběta Bášová Šárka Křížková       |
| Mixed        | Jakub Bitman Alžběta Bášová     | Pavel Drančák Hana Kollarová | Stanislav Kohoutek Zuzana Pavelková |
| Mixed        | Jakub Bitman Alžběta Bášová     | Pavel Drančák Hana Kollarová | Jiří Provazník Hana Milisová        |